# Vuelta al Táchira 2013
Die 48. Vuelta al Táchira fand vom 11. bis zum 20. Januar 2013 in Venezuela statt. Das Straßenradrennen wurde in zehn Etappen über eine Distanz von 1259,9 Kilometern ausgetragen. Es gehörte zur UCI America Tour 2013 und war dort in die Kategorie 2.2 eingestuft.
Gesamtsieger wurde der Venezolaner Yeisson Delgado von Kino Táchira Drodinica vor seinen Landsmännern José Chacón (Loteria del Táchira Cauchos Guayana) und Carlos Gálviz (Fegaven Pdval).

## Teilnehmende Teams
Einladungen erhielten elf einheimische Teams, darunter eine venezolanische Nationalmannschaft, und fünf ausländische Radsportteams. Die Mannschaft Vini Fantini-Selle Italia war als Professional Continental Team das höchstklassige teilnehmende Team. Deutschsprachige Fahrer standen nicht am Start.
| Professional Continental Teams Vini Fantini-Selle Italia Continental Teams Start Trigon Cycling Team Paraguay Nationalmannschaften Venezuela Sonstige Teams aus dem Ausland MMR Bike España Global Cycling Team Holanda Colombia Zero Stress 0 | Regionale Teams aus Venezuela Loteria del Táchira Cauchos Guayana Gobierno del Zulia Fegaven Pdval Gobierno Merida MetroSport Fundación Dr. José Gregorio Hernández Kino Táchira Drodinica Oscar Mendoza Capacho Libertad Fundación Zuliana de Ciclismo Gobierno de Barinas @Barinascycling Pdvsa Café Flor de Patria |

## Etappen
| Etappe | Tag        | Start–Ziel                                                  | km    | Typ                 | Etappensieger      | Gesamtführender |
| ------ | ---------- | ----------------------------------------------------------- | ----- | ------------------- | ------------------ | --------------- |
| 1.     | 11. Januar | Rundkurs Barinas – Barinitas                                | 137   | Hügeletappe         | Yosvans Rojas      | Yosvans Rojas   |
| 2.     | 12. Januar | Socopó – San Rafael de El Piñal                             | 168,7 | Flachetappe         | Michele Merlo      | Yosvans Rojas   |
| 3.     | 13. Januar | Rundkurs San Cristóbal                                      | 115,2 | Hügeletappe         | Juan Murillo       | Juan Murillo    |
| 4.     | 14. Januar | Bramón Concafe – Rundkurs Rubio                             | 97,3  | Flachetappe         | Maky Roman         | Juan Murillo    |
| 5.     | 15. Januar | Michelena – La Grita                                        | 133,5 | Bergetappe          | Gusmeiver Gil      | Eduin Becerra   |
| 6.     | 16. Januar | Las Mesas – San Juan de Colón                               | 142,7 | Mittelgebirgsetappe | Yosvans Rojas      | Eduin Becerra   |
| 7.     | 17. Januar | Coloncito – San Antonio del Táchira                         | 117,4 | Mittelgebirgsetappe | Yeisson Delgado    | Juan Murillo    |
| 8.     | 18. Januar | Ureña – Rundkurs San Antonio del Táchira – Cerro Cristo Rey | 126,8 | Bergetappe          | Manuel Medina      | Yeisson Delgado |
| 9.     | 19. Januar | Rundkurs Táriba – Casa del Padre                            | 114,2 | Bergetappe          | Manuel Medina      | Yeisson Delgado |
| 10.    | 20. Januar | Santa Ana del Táchira – San Cristóbal                       | 107,1 | Mittelgebirgsetappe | Cristiano Monguzzi | Yeisson Delgado |